# 秋田県立秋田工業高等学校
秋田県立秋田工業高等学校（あきたけんりつあきたこうぎょうこうとうがっこう）は秋田県秋田市保戸野金砂町に所在する公立の工業高等学校。略称は「秋工（あきこう）」または「工業（こうぎょう）」。

## 沿革
- 1904年5月2日 - 秋田県立秋田工業学校設置。本科機械科・本科建築科・専攻科及び別科を設置し、授業開始。
- 1912年3月31日 - 建築科を廃して電気科を新設。
- 1926年3月31日 - 土木建築科を設置。
- 1936年9月10日 - 第2部機械科を設置。
- 1938年4月1日 - 本科採鉱科および第2部採鉱科を設置。
- 1939年4月1日 - 第2本科電気科を設置。
- 1940年4月30日 - 冶金科および第2本科電気科を増設。
- 1944年3月29日 - 航空機科を設置。
- 1945年3月31日 - 専修科（第2本科電気科）を廃止。
- 1945年4月1日 - 秋田市立工業学校廃止にともない工業化学科移管。
- 1945年8月31日 - 航空機科を機械科と改称。
- 1947年4月1日 - 学制改革により併設中学を置く。
- 1948年4月1日 - 学制改革により秋田県立秋田工業高等学校となる。機械科・電気科・土木科・建築科・採鉱科・冶金科・工業化学科を設置。
- 1951年6月11日 - 定時制課程を新設し、機械科・電気科を置く（定時制の沿革は、秋田県立秋田工業高等学校定時制課程 も参照）。
- 1957年4月1日 - 定時制課程に建設科を増設。
- 1958年4月28日 - 産業科を新設。
- 1968年3月31日 - 産業科を廃止。
- 1968年4月1日 - 採鉱科を地質工業科、冶金科を金属工業科と改称。
- 1973年4月1日 - 地質工業科を地質工学科と改称。
- 1987年3月31日 - 定時制課程の建設科を廃科。
- 1990年4月1日 - 金属工業科を材料技術科と改称。
- 1994年4月1日 - 情報技術科新設。定時制課程電気・機械科くくり募集を導入。
- 1995年4月1日 - 定時制課程が秋田県立秋田東高等学校通信制課程との集団定通併修導入。
- 2000年4月1日 - 土木・地質科新設。土木科、地質工学科の募集を停止。
- 2003年4月1日 - 2学期制開始。
- 2004年4月1日 - 3つの系（生産制御・建設技術・環境物質）によるくくり募集実施。情報技術科の募集を停止し、土木・地質科を土木科と改称する。
- 2005年4月1日 - 定時制課程を秋田県立秋田明徳館高等学校に移管。
- 2006年3月31日 - 情報技術科が廃科。
- 2007年4月1日 - 2つの系（生産制御・建設環境）によるくくり募集実施。材料技術科の募集を停止。二学期制開始。
- 2013年4月1日 - 2007年に開始されたくくり募集を25年度募集から廃止。同時に｢電気科｣の呼称を「電気エネルギー科」に改称。機械科の募集定員を10人減・電気エネルギー、土木、建築、工業科学各科の募集定員を5人減とした。2学期制を止め、3学期制開始。
- 2014年 - 校舎改築。2014年に音楽棟、武道場が完成
- 2015年2月24日 - 体育館棟が完成。
- 2016年2月26日 - 実習棟（新A棟）が完成。
- 2016年8月5日 - 実習棟（新C棟）が完成。
- 2017年1月16日 - 実習棟（新B棟）が完成。
- 2018年 - 1月31日、部室棟が完成。9月11日、自転車置き場完成。10月8日、セミナーハウス及び金砂会館完成。10月31日、多目的グラウンド完成。
- 2019年3月20日 - 外橋工事完成。
- 2019年9月1日 - 多目的グラウンド供用開始。

### 歴代校長
| 代数   | 氏名       | 在任期間               |
| ------ | ---------- | ---------------------- |
| 初代   | 中村速一   | 1904.4.1 - 1907.12.27  |
| 第2代  | 石黒友吉   | 1908.3.12 - 1911.9.8   |
| 第3代  | 中田徳太郎 | 1911.10.4 - 1918.2.22  |
| 第4代  | 坪井安次郎 | 1918.7.16 - 1919.7.21  |
| 第5代  | 清水敏郎   | 1919.7.21 - 1922.12.27 |
| 第6代  | 鈴木定一   | 1923.1.17 - 1930.3.25  |
| 第7代  | 深川保淑   | 1930.3.31 - 1939.5.31  |
| 第8代  | 豊口精一   | 1939.10.4 - 1944.5.15  |
| 第9代  | 大井潔     | 1944.6.27 - 1948.12.18 |
| 第10代 | 中村久次郎 | 1949.1.25 - 1958.3.31  |
| 第11代 | 御木三義   | 1958.4.1 - 1959.11.10  |
| 第12代 | 和田恭孝   | 1959.11.11 - 1965.3.31 |
| 第13代 | 横谷永太郎 | 1965.4.1 - 1971.3.31   |
| 第14代 | 阿部栄治   | 1971.4.1 - 1974.4.1    |
| 第15代 | 佐々木徹郎 | 1974.4.1 - 1979.1.16   |
| 第16代 | 松下春夫   | 1979.4.1 - 1981.3.31   |
| 第17代 | 草彅幸太郎 | 1981.4.1 - 1983.3.31   |
| 第18代 | 新堀孝義   | 1983.4.1 - 1986.3.31   |
| 第19代 | 松田幸雄   | 1986.4.1 - 1988.3.31   |
| 第20代 | 佐藤忠雄   | 1988.4.1 - 1990.3.31   |
| 第21代 | 米田愛治   | 1990.4.1 - 1994.3.31   |
| 第22代 | 林護一     | 1994.4.1 - 1997.3.31   |
| 第23代 | 長澤忠雄   | 1997.4.1 - 1999.3.31   |
| 第24代 | 近稔       | 1999.4.1 - 2002.3.31   |
| 第25代 | 山方政     | 2002.4.1 - 2005.3.31   |
| 第26代 | 芳賀誠     | 2005.4.1 - 2007.3.31   |
| 第27代 | 熊谷隆益   | 2007.4.1 - 2009.3.31   |
| 第28代 | 船木賢咲   | 2009.4.1 - 2011.3.31   |
| 第29代 | 新田宏光   | 2011.4.1 - 2013.3.31   |
| 第30代 | 西聡       | 2013.4.1 - 2017.3.31   |
| 第31代 | 有坂俊吉   | 2017.4.1 - 2019.3.31   |
| 第32代 | 黒澤光弘   | 2019.4.1 - 2022.3.31   |
| 第33代 | 佐藤隆史   | 2022.4.1 - 2024.3.31   |
| 第34代 | 佐藤貴文   | 2024.4.1 -             |

## 校訓
質実剛健

## 教育課程
全日制（2021年度より）
- 機械科（70名）（1年次後期以降）
- 電気エネルギー科（35名）（1年次後期以降）
- 土木科（35名）（1年次後期以降）
- 建築科（35名）（1年次後期以降）
- 工業化学科（35名）（1年次後期以降）

## 部活動

### ラグビー部
全国高等学校ラグビーフットボール大会での優勝回数は全国最多15回を数えており、第104回大会までの出場回数72回とあわせていずれも全国最多であるが、第67回大会を最後に優勝から遠ざかっている。また、旧制中学時代と新制高等学校時代の両方で優勝を経験している学校の一つでもある。国体でも9回優勝しており、合計24回の全国優勝回数はいずれも全国最多である。

### 陸上競技部
全国高等学校駅伝競走大会男子の部で第15回大会（1964年）に初めて全国出場し、14位。第49回大会（1998年）から第61回大会（2010年）までは13年連続で出場した。最高成績は第65回大会（2014年）の4位。

### 吹奏楽部
第35回マーチングバンド・バトントワーリング全国大会高等学校の部小編成において、高校の部としては東北支部初の金賞を受賞。翌年の36回大会でも金賞を受賞している。

### その他
- 体育部
  - バスケットボール、バレーボール、ソフトテニス、卓球、バドミントン、体操、サッカー、剣道、柔道、軟式野球、硬式野球、空手道、硬式テニス、

- 文化部
  - 文芸、写真、建築研究、パソコン、レーシング、メカクラブ、AAP（秋工水耕栽培）

- 同好会 
  - 水泳

## 著名な出身者

### ラグビー
- 安藤泰洋 - ラグビー選手（トヨタ自動車ヴェルブリッツ）
- 伊藤正樹 - 陸上競技選手。コニカミノルタ陸上部所属。
- 伊藤護 - 元ラグビー選手（東芝ブレイブルーパス）
- 太田治 - ラグビー選手・日本代表、日本代表ゼネラルマネージャー
- 加藤広人 - ラグビー選手
- 黒澤光弘 - 当校ラグビー部元監督。当校前校長。
- 小島燎成 - ラグビー選手
- 児玉樹 - ラグビー選手
- 桜庭吉彦 - ラグビー選手・日本代表
- 佐々木陽丞 - ラグビー選手（釜石シーウェイブス）
- 佐野正文 - ラグビー選手（新日鉄釜石ラグビー部）
- 猿田智広 - ラグビー選手（NTTコミュニケーションズシャイニングアークス）
- 猿田湧 - ラグビー選手（横浜キヤノンイーグルス）
- 柴田凌光 - ラグビー選手（三菱重工相模原ダイナボアーズ）
- 菅原大志 - ラグビー選手、トヨタ自動車ヴェルブリッツ監督
- 瀬下和夫 - ラグビー選手・日本代表（東芝府中ラグビー部）
- 高橋涼太 - ラグビー選手（横浜リトル）
- 寺田大樹 - ラグビー選手（サントリーサンゴリアス）
- 土田雅人 - ラグビー選手、サントリーサンゴリアス監督
- 土肥恵太 - ラグビー選手（明治大学ラグビー部）
- 夏井大輔 - ラグビー選手（東芝ブレイブルーパス）
- 奈良望 - ラグビー選手（三菱重工相模原ダイナボアーズ）
- 成田秀平 - ラグビー選手
- 濱野隼也 - ラグビー選手（法政大学ラグビー部）
- 平塚純司 - ラグビー選手・日本代表（トヨタ自動車ヴェルブリッツ）
- 藤谷淳 - 元ラグビー選手（東芝ブレイブルーパス）
- 船木頌介 - ラグビー選手（キヤノンイーグルス）
- 保坂豪 - ラグビー選手（釜石シーウェイブス）
- 三浦昌悟 - ラグビー選手・日本代表
- 宮川智海 - ラグビー選手
- 村井佑太朗 - ラグビー選手（釜石シーウェイブス）
- 吉田義人 - ラグビー選手・日本代表。世界選抜に3度選出は日本人で唯一[3]。明治大学ラグビー部監督。

### 野球
- 落合博満 - プロ野球選手、3度の三冠王は史上唯一。監督としても中日ドラゴンズを日本一に導き、正力松太郎賞を受賞。
- 川邉忠義 - プロ野球選手

### 陸上
- 伊藤正樹 - 陸上競技選手。コニカミノルタ陸上部所属。
- 佐々木悟 - 旭化成陸上部所属長距離走・マラソン選手。2016年リオデジャネイロオリンピック男子マラソン日本代表選出
- 高橋正仁 - 元陸上長距離選手、現秋田工業高校陸上部監督
- 佐藤尚 - 東洋大学陸上競技部コーチ

小林快

### 格闘技
- アポロ菅原 - プロレスラー
- 夏井昇吉 - 柔道家（第1回世界柔道選手権大会優勝者、東北柔道連盟会長）

### その他
- 遠藤幸雄 - 体操競技選手。オリンピックに3大会連続出場。通算で、個人で2つの金メダルと2つの銀メダル、団体の3つの金メダルを獲得。
- 高橋憲一 - プロバスケットボール選手（秋田ノーザンハピネッツ）
- 天野芳太郎 - 実業家、アンデス文明研究家
- 千葉治平 - 作家
- 土方巽 -  舞踏家
- 冨樫博之 -  衆議院議員、復興副大臣、元秋田県議会議長（定時制課程）
- 山本勇 - 電気通信大学学長、東京高等工業学校（東京工業大学の前身）教授
- 森幹太 - 俳優